# Ганзі
Га́нзі (англ. Ghanzi, сетсв. Kgaolo ya Ghanzi) — округ в Ботсвані. Адміністративний центр — місто Ганзі. В адміністративному центрі розташований аеропорт.

## Географія
На сході розташований природний заповідник — Центральна Калахарі, який займає майже половину площі округу (44,78 %). Через Ганзі протікають пересихаючі річки: Оква, Ганагай, Десепшен, Цгуоцко, Мерацве.
Сусідні області:
- Північно-Західний — на півночі
- Кгалагаді — на півдні
- Омахеке (Намібія) — на заході
- Центральний — на сході
- Квененг — південному сході

## Адміністративний центр
Адміністративно округ ділиться на 2 субокруги:
- Чарльз-Хілл (Charles Hill)
- Ганзі (Ghanzi)